# پایگاه هوایی جیویا دل کوله
پایگاه هوایی جیویا دل کوله (به انگلیسی: Gioia del Colle Air Base) یک فرودگاه نظامی است . این فرودگاه در کشور ایتالیا قرار دارد .